# Kraken-Alarm
Kraken-Alarm ist ein Kinderspiel des Spieleautors Oliver Igelhaut. Das Spiel für zwei bis vier Spieler ab fünf Jahren dauert etwa 20 Minuten pro Runde. Die Mitspieler übernehmen dabei die Rolle von Meeresforschern, die mit ihrem Boot eine Meeresregion erforschen und verschiedene Tierarten finden müssen. In der Region lebt auch ein großer Krake, der seinen Sohn „Kuno“ vor den Forschern beschützen will und deren Schiff zum Kentern bringen kann.
Das Spiel ist 2010 beim Verlag Kosmos Spiele erschienen und gewann im selben Jahr den Deutschen Kinderspiele Preis. Zudem wurde es im gleichen Jahr für den Kritikerpreis Kinderspiel des Jahres nominiert und erhielt im Folgejahr den französischen As d’Or – Jeu de l’Année enfant als SOS Octopus.

## Thema und Ausstattung
Bei dem Spiel geht es darum, bei der Erforschung einer Meeresregion möglichst viele Tierarten in Form von Chips zu finden, ohne von den Armen des Kraken getroffen zu werden. Die Mitspieler erforschen die verschiedenen Teilgebiete und müssen sich die Abbildungen auf den Chips merken, damit sie sie finden, wenn sie danach suchen sollen.
Der Inhalt der Spieleschachtel besteht neben der Spielanleitung aus:
- einem Spielplan, der in der leeren Spieleschachtel aufgebaut wird. Er besteht aus vier Meeresfeldern und einer zentralen Scheibe.
- 12 Ameisenspielsteine in vier Farben (je drei pro Farbe)
- eine große Krakenfigur auf einem Stab mit einem Pendel, der in einer Holzkugel endet,
- eine kleine Krakenfigur „Kuno“,
- ein Schiff mit Segel, das so gestaltet ist, dass es auf die Seiten kippen kann,
- 16 Meereschips mit Tierabbildungen
- 24 Tierchips,
- 12 Provantchips und
- ein Riff als Chiphalter.

## Spielweise
Zur Spielvorbereitung wird das Spielbrett in der Spieleschachtel aufgebaut, indem die vier Meeresteile und die zentrale Scheibe in die dafür vorgesehenen Aussparungen gelegt werden. Der große Krake wird auf das obere Ende des Pendelmastes gesteckt und dieser wird in der Feldmitte aufgerichtet. Danach werden die Meereschips ohne die Bullaugenchips gemischt und gleichmäßig in den dunkleren Tierzonen über die vier Meeresteile verteilt, in jede Zone kommt zudem ein Bullaugenchip. Das Schiff wird in eine beliebige Meereszone in den hellen Bereich gestellt, auf der erhöhten Position rechts neben dem Feld mit dem Schiff wird die kleine Krakenfigur platziert. Die 24 Tierchips werden ebenfalls gemischt und dann in den Chip-Halter gestellt. Jeder Spieler bekommt drei Proviant-Plättchen, die er vor sich ablegt.
Beginnend mit einem Startspieler, in der Regel der jüngste Spieler, übernehmen die Mitspieler in jeder Runde nacheinander im Uhrzeigersinn die Rolle des Kapitäns und führen die jeweiligen Aktionen des Zuges durch. Der Kapitän nimmt das Riff mit den Tierchips zu sich und versucht danach, die jeweils oben liegenden Tierarten im Meer zu finden. Er muss das Schiff bewegen und darf dafür ein bis zwei Meeresfelder weit im Uhrzeigersinn fahren und es dort in der hellen Schiffszone absetzen. In dem Zielfeld darf er einen Meereschip aufdecken und wenn er ein Tier zeigt, dass im Riff oben liegt, darf er den Tierchip aus dem Riff zu sich nehmen und, falls er mag, einen weiteren Meereschip aufdecken. Deckt er ein anderes Tier auf, endet sein Zug und er muss alle offen liegenden Chips an ihrer Position wieder umdrehen. Zeigt der Chip ein Bullauge, wird das Schiff ein Meeresfeld weiter gespült, und der Spieler darf, wenn sich in dem Feld nicht das Krakenkind befindet, dort einen weiteren Chip aufdecken. Zeigt der aufgedeckte Chip den Kraken, muss der Spieler die Krakenfigur um ein Meeresfeld weitersetzen und darf, wenn der Krake sich dann nicht im gleichen Feld wie das Schiff befindet, einen weiteren Meereschip aufdecken.
Immer dann, wenn sich das Schiff und die Krakenfigur in der gleichen Meeresregion befinden, wird ein Kraken-Alarm ausgelöst. In dem Fall nimmt der Spieler links neben dem aktuellen Kapitän den Pendel und lässt ihn so fallen, dass er im weiten Bogen pendelt; er darf dabei nicht direkt auf das Schiff zielen. Wenn die Kugel das Schiff trifft, kann er es auf die Seite kippen, aber auch wieder aufstellen. Sobald der Pendel stillsteht, schauen sich die Spieler an, ob das Schiff auf der Seite liegt oder aufrecht steht – liegt es auf der Seite, muss der aktuelle Kapitän einen Proviantchip abgeben. Nach dem Kraken-Alarm endet der Zug des aktuellen Kapitäns und das Schiff wird wieder in die helle Meereszone gestellt, der nächste Spieler ist am Zug.
Das Spiel endet entweder, wenn ein Spieler eine von der Spielerzahl abhängige Zahl an Tierchips gesammelt hat (acht bei zwei Spielern, sieben bei drei Spielern und sechs bei zwei Spielern) und somit das Spiel gewinnt. Das Spiel endet auch, wenn ein Spieler sein drittes Provianpaket verloren hat; in dem Fall gewinnt der Spieler mit den meisten Tierchips, der noch Proviant hat.

## Entwicklung und Rezeption
Kraken-Alarm wurde als Kinderspiel von dem deutschen Spieleautor Oliver Igelhaut entwickelt und 2010 bei Kosmos Spiele veröffentlicht, die grafische Umsetzung stammt von dem Illustrator Michael Menzel. Das Spiel gewann im selben Jahr den Deutschen Kinderspiele Preis und wurde für den Kritikerpreis Kinderspiel des Jahres nominiert, im Folgejahr erhielt es den französischen As d’Or – Jeu de l’Année enfant als SOS Octopus. 2012 wurde es zudem für den dänischen Spielepreis Guldbrikken als bestes Kinderspiel nominiert.
SOS Octopus wurde bei dem französischen Verlag Filosofia Éditions veröffentlicht, eine weitere Übersetzung erschien auf Russisch bei Zvezda.

## Belege
1. 1 2 3 4  
Spieleanleitung von Kraken-Alarm;  abgerufen am 13. Mai 2018.
2. ↑  
Julia Klinkusch, Annelen Geuking: Trends: Spielemesse - Kraken-Alarm im Kinderzimmer. Westdeutsche Zeitung, 21. Oktober 2010; abgerufen am 13. Mai 2018.
3. ↑  
Kraken-Alarm auf der Website der Jury zum Kinderspiel des Jahres; abgerufen am 13. Mai 2018.
4. ↑  
Guldbrikken 2012, Vorstellung der Gewinner und Nominierten; abgerufen am 13. Mai 2018.
5. ↑  
Versionen von Kraken-Alarm in der Spieledatenbank BoardGameGeek; abgerufen am 13. Mai 2018.